# دیمیتری گرشکوف
دیمیتری گرشکوف (انگلیسی: Dmitry Gorshkov؛ زادهٔ ۲۹ april ۱۹۶۷ (۵۷ سال)) ورزشکار واترپلو اهل روسیه است.
وی در مسابقات کشوری و بین‌المللی در مجموع برندهٔ ۱ مدال طلا، ۱ مدال نقره، ۲ مدال برنز شده‌است.